# 中国人民解放军战略支援部队
中国人民解放军战略支援部队是曾经存在于中国人民解放军中具有军种地位的独立兵种部队。
2024年4月19日，战略支援部队被撤销，并分拆组建为中国人民解放军信息支援部队、军事航天部队、网络空间部队。

## 历史

### 深化国防和军队改革
2015年秋，随着中央军委主席习近平在纪念抗日战争暨世界反法西斯战争70周年大会讲话后，中国人民解放军启动深化国防和军队改革，对解放军和武警部队组织架构进行调整。2015年12月22日，《解放军报》表示，2015年5场联合实兵演习中，除陆海空二炮和武警部队外，总部情报、技侦、特种作战、电子对抗、网络攻防、心理战、后勤保障、装备保障等战略战役支援力量全程参加了联训联演。
在深化国防和军队改革中，2015年12月31日，中国人民解放军陆军领导机构、中国人民解放军火箭军、中国人民解放军战略支援部队成立大会在北京八一大楼举行，中共中央总书记、国家主席、中央军委主席习近平向陆军、火箭军、战略支援部队授军旗并致训词。成立大会上，中共中央政治局委员、中央军委副主席范长龙宣读习近平主席签发的中央军委关于组建陆军领导机构、火箭军、战略支援部队及其领导班子成员任职命令和决定。大会由中共中央政治局委员、中央军委副主席许其亮主持。

### 新域新质作战支援体系
2016年1月1日，中华人民共和国国防部表示，战略支援部队是“将战略性、基础性、支撑性都很强的各类保障力量进行功能整合后组建而成的”。军事专家尹卓称，战略支援部队主要的使命任务是支援战场作战，使解放军在航天、太空、网络和电磁空间战场能取得局部优势，保证作战的顺利进行。具体地说，战略支援部队的任务包括：对目标的探测、侦察和目标信息的回传；承担日常的导航行动，以及北斗卫星和太空侦察手段的管理工作；承担电磁空间和网络空间的防御任务。與仿製蘇聯战略火箭军的解放军火箭軍不同，此軍種屬於首先的新創部門，與1990年左右成立的美國戰略司令部的職責比較類似，有媒体认为，雖說打仗就是打後勤決定勝負，但概念更為新穎、更符合21世紀的期望，而外界根据其臂章则猜测战略支援部队可能包括电子对抗、网络攻防、卫星管理等資訊方面的力量，以及擔負一部分的後勤補給調度的職能。
2019年7月24日，国务院新闻办公室发表的政府白皮书《新时代中国的国防》指出，“战略支援部队是维护国家安全的新型作战力量，是新质作战能力的重要增长点。包括战场环境保障、信息通信保障、信息安全防护、新技术试验等保障力量。”

### 番号撤销
2024年4月，中央军委调整组建中国人民解放军信息支援部队，同时撤销战略支援部队番号，相应调整军事航天部队、网络空间部队领导管理关系。

## 编制
2015年深化国防和军队改革后，中国人民解放军战略支援部队领导管理下列机构和直属单位：

### 职能部门
- 参谋部
- 政治工作部
- 纪律检查委员会（监察委员会）
- 网络系统部
- 航天系统部

### 直属单位
- 中国人民解放军战略支援部队总医院（战略支援部队特色医学中心）
- 中国人民解放军战略支援部队兴城疗养院
- 中国人民解放军战略支援部队信息通信基地
- 中国人民解放军三一一基地
- 中国核试验基地（中国人民解放军第二十一试验训练基地）
- 中国洛阳电子装备试验中心（中国人民解放军第三十三试验训练基地）

直属高等院校
- 中国人民解放军战略支援部队航天工程大学（隶属航天系统部）
- 中国人民解放军战略支援部队信息工程大学（隶属网络系统部）

## 历任领导
| 司令员 1. 高津 上将（2015年12月－2019年4月） 2. 李凤彪 上将（2019年4月－2021年6月） 3. 巨生 上将（2021年6月－2024年4月） | 政治委员 1. 刘福连 上将（2015年12月－2017年1月） 2. 郑卫平 上将（2017年8月－2020年12月） 3. 李伟 上将（2020年12月－2024年4月） |

| 副司令员 - 李尚福 中将（2016年－2017年8月，兼参谋长） - 饶开勋 中将（2016年－2019年，2017年8月起兼参谋长） - 尚宏 中将（2016年－2024年4月，兼航天系统部司令员） - 郑俊杰 中将（2016年－2024年4月，2018年前兼网络系统部司令员） - 郝卫中 中将（2019年12月－2024年4月，兼参谋长） - 毕毅 中将（2023年7月－2024年4月） | 副政治委员 - 吕建成 中将（2016年－2019年，兼纪委书记） |